# Ebonics: The True Language of Black Folks
Ebonics: The True Language of Black Folks est un livre écrit en 1975 par le Dr Robert Williams, un psychologue afro-américain. Ce livre vient ici définir le terme d'ebonics qu'il avait proposé en 1973. Il le définit ainsi comme étant « l'ensemble des caractéristiques de la linguistique et de la paralinguistique relatif aux modes de communication intra-communautaire des individus vivant sur la côte ouest de l'Afrique, aux Caraïbes, et aux États-Unis, et étant descendants des esclaves d'origine africaine. »
Ce terme inclus également les différents idiomes, patois, argots, idiolectes, et sociolectes utilisés par  la population noire, et plus particulièrement chez ceux qui ont été éduqués dans un environnement confronté à la colonisation. Le terme Ebonics est dérivé de l'ébène et de phonétique afin de donner référence à l'étude du langage de la population noire et de son unicité culturelle.